# Terapia fototérmica
La terapia fototérmica  es un uso experimental de la radiación electromagnética (más a menudo en forma de rayos infrarrojos ) que se propone para el tratamiento de diversas enfermedades, incluyendo cáncer .  El modelo básico para su utilización se deriva en parte de la terapia fotodinámica, en el que un fotosensibilizador se excita con luz de banda específica.  Esta activación trae el sensibilizador a un estado excitado en el que luego libera la energía vibracional (calor).  El calor es el método actual de la terapia que mata a las células diana. 
La terapia fototérmica no requiere oxígeno para interactuar con las células o tejidos.  Estudios recientes también muestran que la terapia fototérmica es capaz de usar ya la longitud de onda que es menos energética y por tanto menos dañina para las células y tejidos.
Algunas investigaciones han indicado problemas de agregación de los fotosensibilizadores, ondas de choque locales, los efectos de hipertermia, pero por lo demás poca fototoxicidad. 
Muchos de los efectos secundarios y complicaciones, así como las posibles aplicaciones de la terapia fototérmica, son desconocidos. 

## Experimentación con nanopartículas metálicas
Uno de los mayores éxitos recientes en la terapia fototérmica es el uso de nanopartículas de oro. Pero las nanopartículas esféricas de oro no han sido óptimas para algunas aplicaciones.  Esto se debe a la absorción máxima se había limitado a 520 nanómetros (más adelante nm). La piel, los tejidos, y la hemoglobina tiene una ventana de transmisión de 650 nm a 900 nm con un pico en la transmisión de aproximadamente 800 nm. Esto fue resuelto con la invención reciente de Cathy Murphy  de nanocápsulas de oro.  La absorción máxima de nanocápsulas de oro puede  oscilar desde 550 nm hasta 1 micrómetro. Pero este método tenía un problema: creaba subproductos de CTAB con glicol de polietileno; aunque los científicos han aprendido cómo eliminar estos subproductos tóxicos.  La investigación ha demostrado que cuanto mayor sea el tiempo de circulación, mejora la adsorción de las nanocápsulas en el tumor del cáncer.  Esto es no direccional  y ha mostrado  mejores resultados que el 7%  en el tumor del cáncer de una inyección intravenosa. Una vez que los nanocápsulas  han limpiado la sangre, el tumor del cáncer puede ser iluminado "ex vivo" con un láser de diodo. La  energía de la luz incidente se transforma en creación de una carga de calor masivo alrededor del tumor de cáncer.

## Estudios recientes
Recientemente se ha desarrollado una nanopartícula que utiliza la luz y el calor para destruir tumores con la diferencia de que es orgánica y biodegradable.
Este descubrimiento se ha realizado por investigadores del Hospital Princesa Margarita en Ontario (Canadá) y de otras instituciones también de otros países que han constituido un equipo numeroso y de diversas especialidades. Gang Zheng ha sido el coordinador general de este estudio. Los resultados se han publicado en la revista Nature Materials.

Gang Zheng explica que “combinados que se producen de forma natural (clorofila y lípidos) para crear una nanopartícula que muestra potencial para numerosos tipos de aplicaciones basadas en la luz. Permite que pueda llenarse de fármacos para tratar el tumor al que se dirige”.
Los investigadores explican que la terapia fototérmica utiliza luz y calor para destruir los tumores. La partícula absorbe mucha luz para acumularla en los tumores. Una vez que la nanopartícula alcanza su tumor objetivo se vuelve fluorescente para indicar “misión cumplida”.
Concluye Zheng : “La seguridad sin precedentes de esta nanopartícula en el organismo es la guinda del pastel.”